# Ilario Pegorari
Ilario Pegorari (Caspoggio, 9 gennaio 1949 – Ruapehu, 17 agosto 1982) è stato uno sciatore alpino e allenatore di sci alpino italiano, vincitore della Coppa Europa nel 1972.

## Biografia

### Carriera sciistica
Sciatore polivalente, Pegorari esordì in Coppa del Mondo nella stagione 1969-1970 e in Coppa Europa nella stagione inaugurale, 1971-1972, aggiudicandosi il primo titolo della storia della competizione e piazzandosi al 2º posto nelle classifiche di slalom gigante e di slalom speciale e al 3º in quella di discesa libera. In Coppa del Mondo ottenne il primo risultato di rilievo il 4 febbraio 1973 a Sankt Anton am Arlberg in slalom speciale (10º) e salì due volte sul podio, il 4 marzo successivo a Mont-Sainte-Anne nella medesima specialità (2º dietro al compagno di squadra Gustav Thöni) e il 15 marzo seguente a Naeba (3º alle spalle del francese Jean-Noël Augert e del tedesco occidentale Christian Neureuther). Il 12 gennaio 1975 ottenne l'ultimo piazzamento di rilievo in Coppa del Mondo, a Wengen in slalom speciale (9º), e ai successivi Campionati italiani 1975 colse l'ultimo risultato della sua carriera, la medaglia d'argento nello slalom speciale; non prese parte a rassegne olimpiche e non ottenne piazzamenti ai Campionati mondiali.

### Carriera da allenatore

Ilario Pegorari (a destra) in veste di allenatore con Paolo De Chiesa (al centro) e Piero Gros (a sinistra) nel 1981

Dopo il ritiro Pegorari restò nell'ambiente del Circo bianco come allenatore della squadra azzurra; in questa veste si recò in Nuova Zelanda, dove, il 17 agosto 1982 sul monte Ruapehu, a causa di un grave incidente stradale perse la vita all'età di 33 anni assieme allo sciatore Bruno Nöckler, al preparatore atletico Karl Pichler e al massaggiatore Ivano Ruzza.

## Palmarès

### Coppa del Mondo
- Miglior piazzamento in classifica generale: 20º nel 1973
- 2 podi (entrambi in slalom speciale):
  - 1 secondo posto
  - 1 terzo posto

### Coppa Europa
- Vincitore della Coppa Europa nel 1972[4]

### Campionati italiani
- 4 medaglie[5]:
  - 2 ori (slalom speciale nel 1972; combinata nel 1973)
  - 1 argento (slalom speciale nel 1975)
  - 1 bronzo (slalom gigante nel 1973)